# Just Dance 2018
Just Dance 2018 is een muziekspel uitgebracht door Ubisoft voor de PlayStation 3, PlayStation 4, Wii, Wii U, Xbox 360, Xbox One en Nintendo Switch. Het is het vervolg op Just Dance 2017. Het spel werd in Noord-Amerika uitgegeven op 24 oktober 2017 en in Europa op 26 oktober 2017.
Just Dance 2018 bevat 41 nieuwe muziektitels en enkele aanvullende modi om het spel te spelen. Tevens was er de mogelijkheid om via downloadbare inhoud nieuwe muzieknummers toe te voegen.
Het spel ontving positieve recensies en heeft op verzamelsite Metacritic scores van 71% en 75% voor respectievelijk de Switch en PlayStation 4. Men prees de goede inhoud qua muzieknummers en de smartphone-functies, enige kritiek werd gegeven op het gebrek aan afwisseling.